# Neocallimastigomycetes
De Neocallimastigomycetes vormen een klasse in het rijk van de schimmels.
Deze klasse bestaat uit één orde, namelijk de Neocallimastigales.

## Taxonomische indeling
De taxonomische indeling van de klasse Neocallimastigomycetes is volgens de Index Fungorum (op 11-9-2008) als volgt:
Klasse: Neocallimastigomycetes
- Onderklasse: Incertae sedis
  - Orde: Neocallimastigales
    - Familie: Neocallimastigaceae
      - Geslacht: Anaeromyces
      - Geslacht: Caecomyces
      - Geslacht: Cyllamyces
      - Geslacht: Neocallimastix
      - Geslacht: Orpinomyces
      - Geslacht: Piromyces
      - Geslacht: Ruminomyces